# TAI Aksungur
Die TAI Aksungur ist eine Kampfdrohne, die von Turkish Aerospace Industries (TAI) für die türkischen Streitkräfte entwickelt wurde. Das seit 2020 gebaute Fluggerät ist die größte Drohne der Firma und die zweitgrößte der Türkei. Sie kann Lenkflugkörper, Raketen und Bomben in einem Wirkradius von 6500 km transportieren und einsetzen. Die TAI Aksungur basiert auf der TAI Anka und kann neben den Kampfaufgaben auch für die Fernaufklärung, SIGINT-Aufgaben und die Seeraumüberwachung genutzt werden. 

## Geschichte
Im September 2020 führte TAI einen 28-Stunden-Flug mit der Aksungur durch. Laut TAI transportierte die Drohne dabei 12 MAM-L-Lenkflugkörper und damit wesentlich mehr als es bei den türkischen Bayraktar-TB2- oder Anka-S-Drohnen möglich wäre.

## Spezifikationen
Die TAI Aksungur hat eine mögliche Zuladung von 750 Kilogramm und kann dauerhaft in einer Flughöhe von 40.000 ft (ca. 12.200 m) operieren. Sie kann Lasten bis 750 Kilogramm tragen und damit 200 kg mehr, als die Vorgängerin Anka. Die Drohne kann 24 Stunden in der Luft bleiben und soll in späteren Versionen mit einem 220-PS-Motor ausgestattet werden.

### Bewaffnung
Die Drohne hat sechs Ladepunkte.
- Roketsan CIRIT Rakete, Raketenwaffe mit Laserlenksystem
- Roketsan DSH, U-Boot-Abwehrwaffe
- MAM-L
- MAM-C
- Roketsan LUMATS
- TEBER 81 (Laser-geführte Snake Eye-Bombe (ursprüngliche ungelenkte Sprengbombe))
- TEBER 82 (Laser-geführte Snake Eye-Bombe (ursprüngliche ungelenkte Sprengbombe))
- HGK-3
- KGK (82)